# Hamadasuchus
Hamadasuchus is een geslacht van uitgestorven sebecide Crocodylomorpha. 

## Naamgeving
Er zijn fossielen gevonden in de Kem Kem-formatie in het zuidoosten van Marokko. Deze bedden dateren uit het Albien en Cenomanien van het Laat-Krijt. De typesoort Hamadasuchus rebouli werd in 1994 benoemd door Eric Buffetaut. De geslachtsnaam verwijst naar de Hamada du Guir, het steenplateau (hamada in het Arabisch) waar het fossiel gevonden was. De soortaanduiding eert Roland Reboul die het specimen vond.

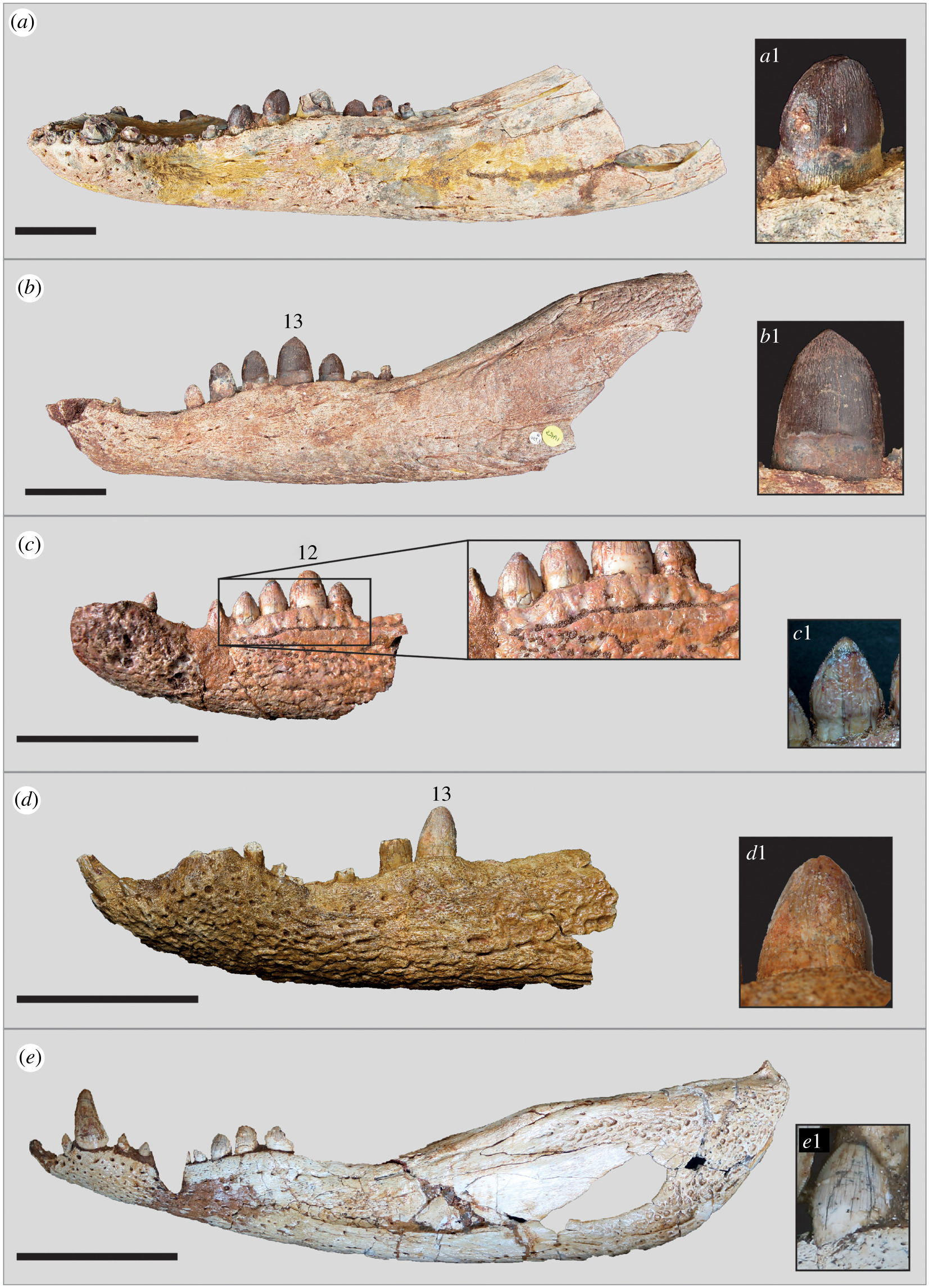
Onder c (het holotype), d en e onderkaken van Hamadasuchus

Het holotype is MDE C001, deel van de collectie van het Musee des Dinosaures. Het bestaat uit een voorste linkerdentarium van de onderkaak. Later zijn meer specimina aan de soort toegewezen. De belangrijkste daaronder is specimen ROM 52620, de volledige schedel van een groot exemplaar.

## Beschrijving
De kop was ongeveer veertig centimeter lang.
Diagnostische kenmerken van het geslacht zijn onder meer de overdwars afgeplatte en gekartelde tanden. Het had een matig hoge snuit en een licht heterodont gebit met drie verschillende tandmorfologieën die aanwezig waren in delen van de onderkaak. Vooraan waren er lange vangtanden. De wangtanden waren groot en afgeplat om vlees te verscheuren. Tussenin en achteraan stonden kleinere kegelvormige tanden. De vrij lange snuit vormde vooraan een ruitvormige rosette.

## Fylogenie
Het werd eerst geplaatst in de familie Trematochampsidae. Later toonden analyses een verwantschap met de sebeciden.